# Wojciech Staroniewicz

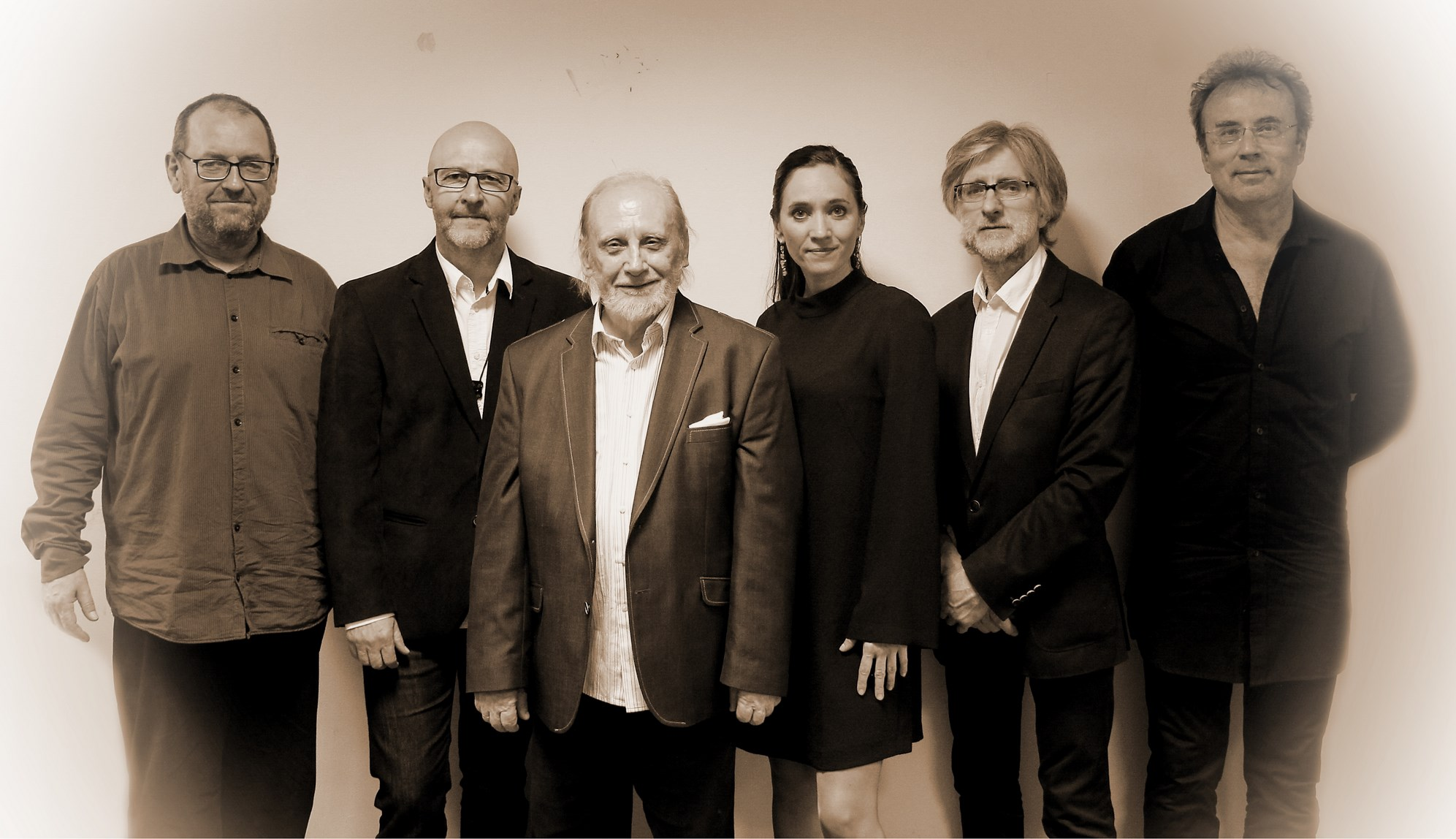
Włodzimierz Nahorny Sextet (2017) (Mariusz Bogdanowicz, Wojciech Staroniewicz, Włodzimierz Nahorny, Dorota Miśkiewicz, Henryk Gembalski, Piotr Biskupski)

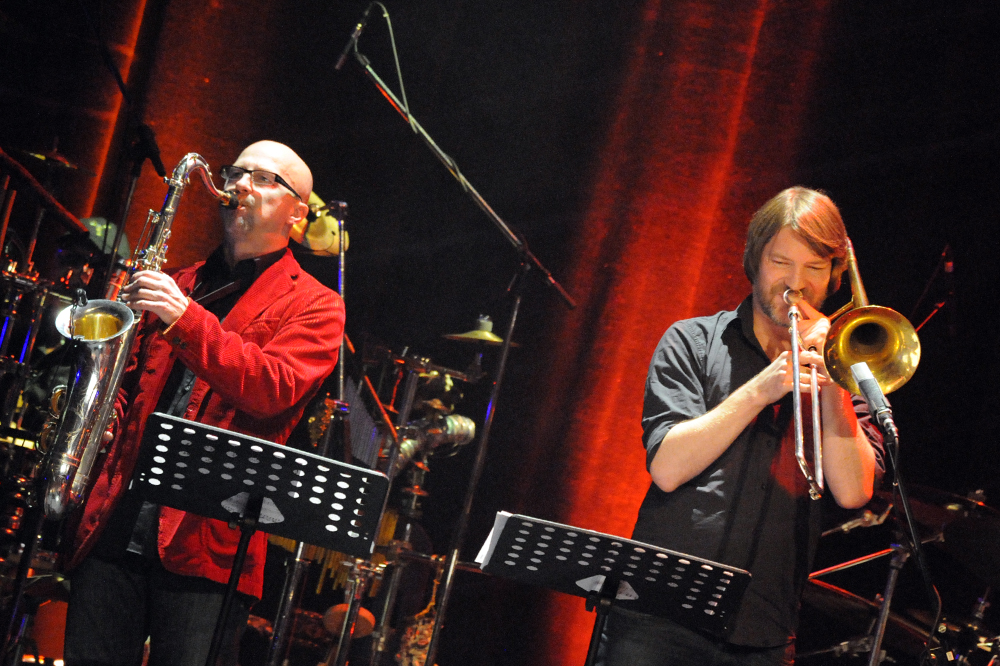
Wojciech Staroniewicz - sax, na scenie Jazz Jamboree 2010 z Loud Jazz Band, na puzonie Erik Johannessen.

Wojciech Staroniewicz (ur. 22 listopada 1954 w Sopocie) – polski saksofonista i kompozytor.

## Życiorys
Absolwent Państwowej Szkoły Muzycznej II st. im. Fryderyka Chopina w Gdańsku-Wrzeszczu w klasie saksofonu (dyplom z wyróżnieniem, 1983). Już od samego początku swoje zainteresowania kierował w stronę muzyki jazzowej. W latach 80. był członkiem Big Bandu Gdańsk pod dyrekcją Jerzego Partyki, gdzie zasiadał w sekcji saksofonów i podejmował pierwsze próby kompozytorskie. W swojej długoletniej karierze koncertował w większości krajów europejskich oraz na Dalekim Wschodzie (Szanghaj). Swoimi występami poprzedzał koncerty takich sław muzyki jazzowej, jak: Kenny Garrett, Chick Corea, David Sanchez, James Carter i Yellowjackets. Posiada na koncie występy z Andrzejem Jagodzińskim, Włodkiem Pawlikiem, Cezarym Konradem, Adamem Cegielskim, Nippy Noyą, Helge Lienem, Erikiem Johannessenem, Brianem Melvininem. Jako sideman współpracował z Włodzimierzem Nahornym podczas realizacji jego projektów pt. Fantazja Polska „Nahorny-Karłowicz” i „Nahorny – Chopin Genius Loci”. Występował z norwesko-polską grupą Loud Jazz Band oraz z norweskim pianistą Helge Lienem. Od 2010 roku koncertuje jako solista z Polską Filharmonią Kameralną Sopot Wojciecha Rajskiego. Brał udział w koncercie pt. „Cztery pory roku”, gdzie wykonał specjalnie na tę okazję napisany przez siebie utwór na orkiestrę kameralną i zespół jazzowy. Wykonuje również solowe improwizacje w musicalach „Porgy and Bess” i „The Witness” w reżyserii Ryszarda Ronczewskiego, wystawianych w Teatrze Muzycznym im. Danuty Baduszkowej w Gdyni.
Był przewodniczącym jury Ogólnopolskiego Przeglądu Młodych Zespołów Jazzowych i Bluesowych w Gdyni (2011) oraz Krokus Jazz Festival.
Jest współwłaścicielem firmy fonograficznej „Allegro Records Wojciech Staroniewicz” z siedzibą w Sopocie.

## Nagrody
- 1985 – I nagroda zespołowa (z zespołem „Mit Lidera”) oraz nagroda indywidualna za najlepszą kompozycję na X Międzynarodowym Konkursie Młodych Zespołów Jazzowych "Jazz Juniors" w Krakowie
- 1986 – I nagroda zespołowa – „Złoty klucz do kariery” (z zespołem „Set-Off”) na Pomorskiej Jesieni Jazzowej
- 1987 – II nagroda na International Contest for Youth Orchestras in Hoeilaart (Belgia)
- 1991 – jako jedyny spośród polskich saksofonistów jazzowych został zakwalifikowany do grona 21 półfinalistów Międzynarodowego Konkursu Improwizacji Jazzowej w Waszyngtonie (USA)
- 1992 – I nagroda zespołowa (z zespołem „Hand Made”) oraz nagroda indywidualna za kompozycję na XVII Międzynarodowym Konkursie Młodych Zespołów Jazzowych "Jazz Juniors" w Krakowie
- 2009 – nagroda Prezydenta Miasta Sopotu „Sopocka Muza 2009” w dziedzinie kultury i sztuki

## Wybrana dyskografia[3]
- 1987 Set-Off (PSJ 206)
- 1989 On The Other Side (JAM)
- 1989 Daab: Daab III (gościnnie), (Pronit)
- Loud Jazz Band: Live Akwarium Jazz Club
- 1995 Loud Jazz Band: 4Ever2U (Merkury), płyta nominowana do nagrody „Fryderyka”
- Leni Stern / Stéphane Grappelli / Wojciech Staroniewicz – Jazz a Go Go, nr 10
- 1995 Wojciech Staroniewicz Quartet: Quiet City (Polonia Records)
- 1996 The Beginner (Koch)
- 1999 Karambola (Allegro/B52), płyta nominowana do nagrody „Fryderyka”
- 2000 Włodzimierz Nahorny: Nahorny – Chopin: Fantazja polska (Polskie Radio S.A., Warszawa)
- 2002 Włodzimierz Nahorny: Nahorny – Karłowicz: Koncert (Polskie Radio S.A., Warszawa), płyta nominowana do nagrody „Fryderyka”
- 2002 Hand-made (Allegro Records)
- 2003 Follow The Soul (Allegro Records)
- 2004 Loud Jazz Band: Don’t Stop The Train (Allegro), norwegian edition
- 2005 różni wykonawcy: The Best Of Polish Jazz 2005 (Chazz Records USA), Compilation Polish Jazz Network
- 2005 Loud Jazz Band: The Way to Salina (Allegro Records), norwegian edition
- 2005 Daab: The Best - Fala ludzkich serc (Agencja Artystyczna MTJ), album kompilacyjny z zespołem Daab
- 2007 Loud Jazz Band: Passing (LJB Music Records)
- 2005 Dominik Bukowski & Projektor: Dominik Bukowski & Projektor (Allegro Records)
- 2006 Staroniewicz / Melvin / Lemańczyk: Conversession – live (Allegro Records)
- 2007 Alternations (Allegro Records)
- 2008 Loud Jazz Band in concert: Living Windows (LJB Music Records)
- 2010 Loud Jazz Band: Silence (LJB Music Records)
- 2010 Włodzimierz Nahorny Sextet: Chopin Genius Loci(Confiteor)
- 2011 A'freak-an Project (Allegro Records)[4][5]
- 2012 Staroniewicz / Jagodziński / Rajski: Tranquillo (Allegro Records)

## Udział w festiwalach jazzowych[6]
- Gdynia Summer Jazz Days 1995
- Warsaw Summer Jazz Day 1995
- XXI Międzynarodowy Festiwal Pianistów Jazzowych w Kaliszu 1995 – z Leszkiem Kułakowskim i z Włodzimierzem Nahornym
- Poznań Jazz Fair 1996
- Sopot Molo Jazz Festiwal 1997, 1998, 1999
- Świdnik Jazz Festiwal 1997
- Głogowskie Spotkania Jazzowe 1997 – Vintage Band
- Gdynia Summer Jazz Days 1999
- Jazz Jamboree 1999
- Międzynarodowy Festiwal Muzyki Perkusyjnej Kalisz 2000 – Orange Trane
- Międzynarodowy Festiwal Sztuki Perkusyjnej w Warszawie – Perkusja 2000 – Wojtek Staroniewicz Quartet
- Świdnik Jazz Festiwal 2000
- Europa 2000 Wędrujący Festiwal Chopinowski – Fantazja Polska (Ukraina, Węgry, Słowenia, Szkocja, Czechy, Szwecja).
- Jazz Club Fasching, Sztokholm 2000 – Fantazja Polska
- VII Międzynarodowy Festiwal Muzyki w Szanghaju – Fantazja Polska
- Düsseldorfer Jazz Rally 2002 – Fantazja Polska
- "Chopiniana" Dni Fryderyka Chopina w Warszawie 2002 – Fantazja Polska
- Sopot Molo Jazz 2002 – Hand-made
- Corso Polonia, Rzym 2003 – Fantazja Polska
- Telegraph, Lipsk 2003 – Hand Made
- Jazzfruhling, Neubrandenburg 2004 – Follow The Soul
- Villa Celimontana Jazz Polacco, Rzym 2004 – Fantazja Polska
- SKOK Jazz Sopot, 2004, 2005 – Wojciech Staroniewicz/Helge Lien
- The Polish Jazz Hoeilaart Laureats, Hoeilaart (Belgia) 2004
- The Music Village, Bruksela 2004 – The Polish Jazz Hoeilaart Laureats
- Buster, Antwerpia 2004 – The Polish Jazz Hoeilaart Laureats
- Festival de Jazz La Brasov, Rumunia 2004 – Andrei Petrica Trio feat. Wojciech Staroniewicz
- Espace Des Blancs Manteaux, Paryż 2004 – Chopin dans tous ses etats, Fantazja Polska
- Lotos Jazz Festival – Bielska Zadymka Jazzowa, Bielsko Biała, 2005 – Hand Made
- The Jazz Festival – Givatayim Theatre, Tel-Aviv, Israel 2005 – Wojciech Staroniewicz Quartet
- Blue Note, Poznań, 2005 – Wojciech Staroniewicz/Helge Lien
- Krokus Jazz Festival, Jelenia Góra 2005 – Staroniewicz – Melvin – Lemańczyk
- Zakopiańska Wiosna Jazzowa, Zakopane 2006 – Wojciech Staroniewicz Quintet
- Parkjazz Festival 2006, Kortrijk, Belgium 2006 – Wojciech Staroniewicz Quintet
- Jazz Bridge Festival Brema, Niemcy 2006 – Wojciech Staroniewicz Quintet, 2008 – Wojciech Staroniewicz Alternations[7]
- Letni Festiwal Jazzowy w Piwnicy pod Baranami 2008 – Wojciech Staroniewicz Alternations[8]
- Oslo 2008 Loud Jazz Band
- Green Town of Jazz – Zielona Góra 2008, Wojciech Staroniewicz Alternations Quartet"[9]
- Era Jazz Dance Festival, Sopot 2008 – A'freak-an Project & Visual Project[10][11]
- Jazz Jamboree 2008 – w Wodzimierz Nahorny Sekstet
- Festiwal Jazz z Gdyni 2009 – Wojciech Staroniewicz Alternations[12]
- Bydgoszcz Jazz Festival 2009 – Wojciech Staroniewicz Alternations[13]
- Zaduszki Jazzowe Siedlce 2009 –w Wodzimierz Nahorny Sekstet[14]
- Lotos Jazz Festival – Bielska Zadymka Jazzowa 2009 – A'freak-an Project[15]
- Oslo Konserthaus 2010 – z Loud Jazz Band
- Espace Senghor Bruksela 2010 – w Wodzimierz Nahorny Sekstet
- Hilden Jazztage Niemcy 2010 – w Wodzimierz Nahorny Sekstet
- Festiwal Chopiniana Warszawa 2010 – w Wodzimierz Nahorny Sekstet
- Międzynarodowy Festiwal Jazzowy Jazz w Lesie w Sulęczynie. 2000 – Quartet, 2010 – Wojciech Staroniewicz A'freak-an Project[16]
- Jazz Jantar Festival 2010 – Wojciech Staroniewicz A'freak-an Project[17]
- Festiwal Jazz w Starym Siole 2012 – Wojciech Staroniewicz Alternations[18]
- Sopot Molo Jazz Festival 2012[19]

## Muzyka filmowa
- Przytulaki (2006) – serial TV w reżyserii Katarzyny Kwiatkowskiej[20]